# Great Wall Motors

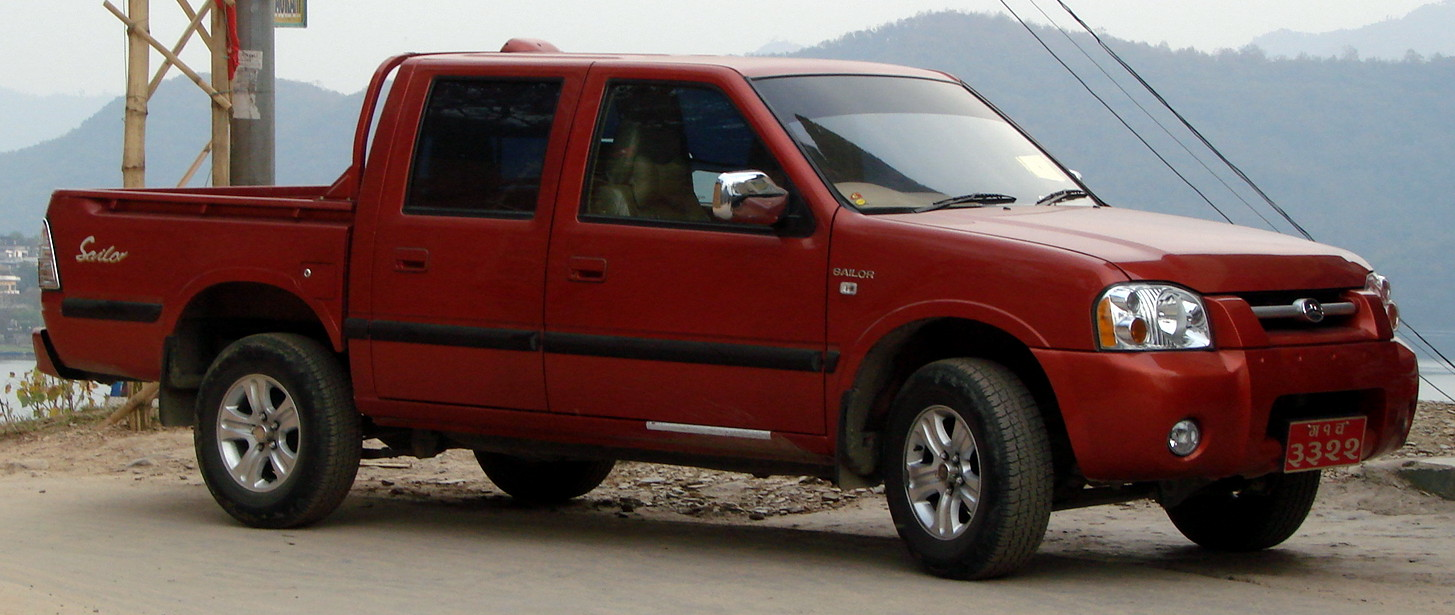
Great Wall Sailor CC1027SC

Great Wall (Wielki Mur; chiń. upr. 长城汽车; chiń. trad. 長城汽車; pinyin Chángchéng Qìchē) – chiński producent samochodów osobowych, mający swą siedzibę w Baoding. Przedsiębiorstwo sprzedaje swoje pojazdy na rynkach Środkowego i Dalekiego Wschodu, Afryki Północnej. Dnia 10.09.2009 r. firma ta uzyskała jako pierwsza z krajów „środka” homologację, która umożliwia sprzedaż samochodów w Europie, jest też największym producentem pick-upów w Chinach.

## Modele
- Great Wall Cowry(inne języki)
- Great Wall Deer(inne języki)
- Great Wall Hover
- Great Wall Hover H6
- Great Wall Pegasus(inne języki)
- Great Wall Peri(inne języki)
- Great Wall Phenom
- Great Wall Safe(inne języki)
- Great Wall Sailor(inne języki)
- Great Wall Sing(inne języki)
- Great Wall Socool(inne języki)
- Great Wall Tengyi C50